# Indexlohn
Indexlöhne sind ein Konzept, um Arbeitnehmer dauerhaft vor Reallohnverlusten zu schützen. Hierbei werden nicht nur Beamtengehälter oder Mindestlöhne, sondern alle Löhne in regelmäßigen Zeiträumen an die Preisentwicklung angepasst. Indexlöhne gab es in Frankreich von 1952 bis 1983 und in Italien von 1946 bis 1992. In Belgien und Luxemburg bestehen die Regelungen zur Anpassung an die Preisentwicklung noch immer.

## Positionen
Die Befürworter von Indexlöhnen sehen die Arbeitnehmer gegenüber den Arbeitgebern in einer nachteiligen Ausgangssituation und erhoffen sich von der Indexierung der Arbeitseinkommen eine Verschiebung dieses Kräfteverhältnisses.
Während häufig stattfindende Lohnverhandlungen und häufig auftretenden Streiks in gesamtgesellschaftlichen Konflikten münden können, werden die automatischen Lohnanpassungen als eine Maßnahme der sozialen Gerechtigkeit und des gesellschaftlichen Friedens angesehen.
Arbeitgebervertreter verweisen in der Debatte über Indexlöhne auf die Gefahr einer Lohn-Preis-Spirale, die durch diese Maßnahme ausgelöst werden könnte und warnen außerdem vor einer sinkenden Wettbewerbsfähigkeit.
2022 sprachen sich in einer Forsa-Umfrage im Auftrag von RTL/ntv mehr als zwei Drittel der Befragten für eine Einführung von Indexlöhnen in Deutschland aus.

## Situation in Luxemburg
Der Indexlohn in Luxemburg ist ein System gesetzlich vorgeschriebener allgemein durchgängiger Anpassungen (frz.: échelle mobile des salaires) des arbeitsvertraglich oder kollektivvertraglich vereinbarten Lohnentgelts bzw. der Gehälter und Bezüge sowie der gesetzlichen Renten an die durchschnittlichen Steigerungen der Lebenshaltungskosten. Letztere werden von der Indexkommission (Commission de l’indice) des amtlichen Statistikdienstes Statec (Institut national de la statistique et des études économiques du Grand-Duché du Luxembourg) ermittelt, indem die Preisentwicklung im Lande für einen festgesetzten Warenkorb ermittelt werden.
Neben Luxemburg ist auch in Belgien ein entsprechender gesetzlicher Mechanismus in Kraft.
Jeden Monat ermittelt der Statistische Dienst (STATEC) durch einen festgelegten Warenkorb das Niveau der Konsumgüterpreise (Verbraucherpreisindex) eines durchschnittlichen Arbeitnehmers. Der Warenkorb enthält 254 Waren und 7.312 Preise des täglichen Bedarfs.
Jedes Mal, wenn der Verbraucherpreisindex im Semesterdurchschnitt um 2,5 % angestiegen oder gefallen ist, werden die Löhne und Gehälter, aber auch Renten, Lehrlingsentschädigungen, Familienzulagen, garantiertes Mindesteinkommen usw., um 2,5 % angepasst.
So hat Statec festgestellt, dass dieser Preisindex im Monat Juni des Jahres 2010 die Fälligkeitsquote (la cote d’échéance) von 753,62 Punkten im Halbjahresdurchschnitt überschritten hat. Damit tritt die neue Anwendungsquote (la cote d’application de l’échelle mobile des salaires) von 719,84 Punkten zum 1. Juli 2010 in Kraft. Das bedeutet, dass zum Ausgleich der zwischenzeitlich eingetretenen Preiserhöhungen Löhne, Gehälter, Bezüge und Renten um 2,5 % erhöht werden.
Aufgrund der fälligen Indexanpassung erhöht sich ebenfalls das soziale Mindestgehalt (SSM = le salaire social minimum) auf 1.724,81 EUR im Monat.
Das Gesetz über das Indexlohn-System beruht auf einer politischen Entscheidung. Es kann folglich durch den Gesetzgeber abgeändert oder abgeschafft werden. Die Debatte über eine Abänderung oder mögliche Abschaffung wird nicht nur zwischen den einzelnen politischen Parteien geführt, sondern auch durch die Gewerkschaften und Wirtschaftsverbände, die gemeinsam mit der Regierung in der Tripartite bei gegebenem Anlass über wirtschafts- und sozialpolitische Weichenstellungen beraten.
Im Frühjahr 2010 sind die Tripartite-Verhandlungen ohne greifbares Ergebnis abgebrochen worden. Die Gewerkschaften OGBL und LCGB setzen sich dafür ein, den Indexlohn als in Luxemburg bewährtes Instrument der Kaufkraftsicherung in unveränderter Form aufrechtzuerhalten. Der Industriellenverband Union des Entreprises Luxembourgeoises (UEL) beklagt, dass das Scheitern der Tripartite den Ausstieg aus der Wirtschaftskrise verzögere und fordert gleichzeitig, zur Stützung der Wirtschaftskraft der inländischen Unternehmen die Anwendung des Index-Gesetzes für die nächsten zwei Jahre außer Kraft zu setzen.
Nachdem auch im Jahre 2011 die Tripartite-Verhandlungen wegen unausgeräumter Differenzen in den Forderungen von Gewerkschaften und Unternehmerverbänden nicht zustande kamen, hat die Regierung entschieden, die voraussichtlich im Frühjahr 2012 fällig werdende Indexerhöhung erst im Oktober 2012 vorzunehmen.

## Situation in Belgien
Das belgische Lohnindexierungssystem basiert auf dem sogenannten geglätteten Gesundheitsindex (Berechnung ohne Tabak, Kraftstoffe und Alkohol) und funktioniert über Schwellenwerte (Pivot-Index). Löhne und Gehälter in der Privatwirtschaft, Gehälter von Beamten und Arbeitnehmern im öffentlichen Dienst sowie das Arbeitslosengeld werden mit Nuancen in den Anwendungsregeln berücksichtigt.
Zu Anpassungen kommt in der Regel nur einmal im Jahr, wodurch eine Verzögerung zwischen Inflation und Indexierung, beobachtet wurden (der Index funktioniert in 2%-Schwellen).
Darüber hinaus hat Belgien mit dem Gesetz über die Wettbewerbsfähigkeit von 1996 einen Mechanismus geschaffen, der Lohnsteigerungen verhindert, indem er "einen maximalen Prozentsatz für Lohnerhöhungen festlegt, der die Lohnentwicklung in den Nachbarländern berücksichtigt ". Diese Norm wird von den Sozialpartnern ausgehandelt und dann in einem Tarifvertrag festgelegt; kommt keine Einigung zustande, kann sie von der Regierung vorgeschrieben werden.
Die FEB (Fédération des Entreprises de Belgique) schlug 2022 eine vorübergehende Blockierung oder eine Strukturreform der automatischen Lohnanpassung vor, während Gewerkschaftsorganisationen sich für die Beibehaltung der Regelung einsetzten.
Laut dem belgischen Ökonomen Étienne de Callataÿ ermöglicht die Inflation im Falle, dass die Indexierung abgeschafft würde „die Umgehung einer Abwärtsspirale durch die Senkung der realen Arbeitskosten“.
Bernard Delbecque, einem Wirtschaftsprofessor der Université catholique de Louvain sprach sich in Diskussionen zu dem Thema für eine Aufrechterhaltung des Systems aus: "Die Wahrung des sozialen Friedens ist ein hinreichend wichtiges Ziel, um den Mechanismus der automatischen Lohnindexierung beizubehalten ".
Auch der Brüsseler Soziologe Mateo Alaluf lehnt eine Deindexierung ab: „Ein System der sozialen Sicherheit beruht auf Rechten und nicht auf Wohltätigkeit. Die Indexierung aller Einkommen trägt dazu bei, den gesellschaftlichen Zusammenhalt aufrechtzuerhalten“.

## Situation in Italien
In Italien wurde 1957 eine "gleitende Lohnskala" für Industrie und Landwirtschaft beschlossen. Am 25. Januar 1975 einigten sich Luciano Lama, Chef der Gewerkschaft Confederazione Generale Italiana del Lavoro (CGIL) und Giovanni Agnelli, der damalige Chef der italienischen Arbeitgeber, darauf, dass die Scala Mobile verallgemeinert werden sollte.
Die gleitende Lohnskala wurde von der Regierung der Republik Italien im Jahr 1975 eingeführt.
Durch ein Gesetz der Regierung Craxi I im Februar 1984 wurde die Preisindexierung der Löhne wird abgeschwächt. Die Kommunistische Partei Italiens, die gegen diese Abschwächung der gleitenden Lohnskala ist, führt eine Kampagne zur Sammlung von Unterschriften für eine Volksabstimmung über die Abschaffung des Gesetzes durch. In einem Referendum am 10. Juni 1985 sprach sich die Bevölkerung gegen die Aufhebung dieses Gesetzes aus, wobei die Nein-Stimmen mit fast 55 % überwogen.
1992 unter der Regierung Amato I wurde die Scala mobile mit Zustimmung der verschiedenen Gewerkschaftsorganisationen vollständig abgeschafft. Hierbei spielte die Perspektive in die Europäische Währungsunion aufgenommen zu werden eine Rolle.

## Situation in Frankreich
In Frankreich wurde 1952 während der Präsidentschaft von Vincent Auriol die Lohnindexierung mit dem Namen „échelle mobile des salaires“ eingeführt.
31 Jahre später wurde sie 1983 unter Präsident François Mitterrand vom damaligen französischen Finanzminister Jacques Delors, der später Präsident der Europäischen Kommission wurde, wieder abgeschafft.
2013 wurde in der französischen Nationalversammlung ein Antrag zur Wiedereinführung der Indexlöhne abgelehnt.
2022 sprachen sich die Gewerkschaft Confédération générale du travail (CGT) und auch der Präsidentschaftskandidat der EELV (der französischen Grünen) Yannick Jadot für die échelle mobile des salaires aus.